# Joannes Paredis
Joannes Paredis (Bree, 28 de agosto de 1795-Roermond, 18 de junio de 1886) fue un sacerdote católico belga, obispo de la diócesis de Roermond en Países Bajos.

## Biografía
Joannes Paredis nació en Bree, en la provincia de Limburgo (Bélgica), el 28 de agosto de 1795. Fue ordenado sacerdote el 7 de junio de 1821. El papa Gregorio XVI lo nombró vicario apostólico de Limburgo el 2 de junio de 1840 y obispo titular de la diócesis de Irina el 24 de noviembre de ese mismo año. Fue consagrado obispo de manos de Cornelius Ludovicus de Wijkerslooth, obispo de Münster, el 30 de junio de 1841, en la catedral de Roermond.
El 4 de marzo de 1853 el vicariato apostólico de Limburgo fue erigido en diócesis con sede en Roermond, por el papa Pío IX, nombrando a Paredis como el primer obispo, luego de que la sede fuera suprimida en 1801. Durante su episcopado se preocupó por restablecer los organismos de la diócesis. Apoyó especialmente la fundación de nuevas congregaciones religiosas, como la Sociedad del Verbo Divino, fundada en Steyl, en 1875, y las Hermanas de la Caridad Cristiana de la Preciosísima Sangre, fundadas por Gertrud Sickermann, en Sittard, en 1857. Paredis murió el 18 de junio de 1886 y fue sepultado en la catedral de San Cristóbal.